# Rangwapithecus
 Rangwapithecus  ist eine ausgestorbene Gattung der Menschenaffen, die während des frühen Miozäns vor rund 19 Millionen Jahren in Ostafrika vorkam. Die Erstbeschreibung der Gattung und der Typusart Rangwapithecus gordoni wurde 1974 von Peter Andrews im Fachblatt Nature veröffentlicht. Damals bezeichnete Andrews die Fossilien allerdings als zugehörig zur von ihm neu eingeführten Art  Dryopithecus gordoni  und zur zugleich ebenfalls neu beschriebenen Untergattung (subgenus) Rangwapithecus; später wurde diese zur Gattung erhoben.

## Namensgebung
Rangwapithecus ist ein Neologismus. Die Bezeichnung der Gattung verweist auf den Fundort in der Nähe des Rangwa Hill (Rangwa Berg), einer rundlichen Erhebung von annähernd 300 Metern über dem umgebenden Gelände, unweit des nordöstlichen Ufers des Victoriasees in Kenia. Die zweite Hälfte des Gattungsnamens ist abgeleitet aus dem griechischen Wort πίθηκος (altgriechisch ausgesprochen píthēkos: „Affe“). Das Epitheton der Typusart Rangwapithecus gordoni verweist auf den Arzt F. J. Gordon aus der kenianischen Stadt Koru (Kisumu County), der zahlreiche frühe Affen-Fossilien geborgen hat. Rangwapithecus gordoni bedeutet demnach sinngemäß „Gordons Affe von Rangwa“.
Verwahrort der Funde sind die National Museums of Kenya (früher: Kenia National Museum, KNM).

## Erstbeschreibung
Holotypus von Gattung und Typusart Rangwapithecus gordoni ist der gut erhaltene Oberkiefer KNM-SO 700, bei dem mit Ausnahme der Schneidezähne die gesamte übrige Bezahnung noch vorhanden ist. Gemeinsam mit dem Holotypus wurden der Erstbeschreibung 79 weitere Fossilien als Paratypen beigegeben, darunter zahlreiche Zähne (auch Schneidezähne), Fragmente von Unterkiefern sowie weitere Oberkiefer-Bruchstücke und Reste von Gaumen-Knochen. Die Größe der Zähne von Rangwapithecus gordoni wurde rekonstruiert als intermediär zwischen heute lebenden Siamangs und Bonobos und ähnlich groß wie die Zähne von Dryopithecus africanus.
Gemeinsam mit Rangwapithecus gordoni wurde 1974 eine deutlich kleinere Schwesterart erstbeschrieben, genannt Rangwapithecus vancouveringi. Dem Holotypus KNM-RU 2058 – einem teilweise erhaltenen, bezahnten Oberkiefer vom Fundort Rusinga Island – wurden sieben weitere Fossilien als Paratypen beigegeben, die aus benachbarten Fundstellen geborgen worden waren. Bei diesen handelte es sich um Backenzähne aus Oberkiefern und Fragmente von Oberkiefer-Knochen. Die Größe der Zähne wurde als vergleichbar mit denen der heute Lebenden Siamangs angegeben. Abweichungen im Bauplan der Zähne zwischen beiden Arten wurden in der Erstbeschreibung beider Arten nur beim Molar M1 festgestellt.
Peter Andrews hatte diese beiden von ihm neu benannten Arten 1974 allerdings in deren Erstbeschreibung noch Dryopithecus gordoni und Dryopithecus vancouveringi benannt und die Bezeichnung Rangwapithecus als Untergattung der Gattung Dryopithecus eingeführt. Er wollte so deutlich machen, dass beide Arten sich erheblich von den anderen seinerzeit anerkannten drei Arten der Gattung Dryopithecus unterscheiden; Dryopithecus africanus, Dryopithecus major und Dryopithecus nyanzae waren seinerzeit in der Untergattung Proconsul zusammengefasst, heute werden sie meist der Gattung Proconsul zugeordnet. Nachdem in Kenia zusätzliche Fossilien aus dem frühen Miozän entdeckt worden waren, argumentierte Terry Harrison 1986, dass Rangwapithecus gordoni sich so erheblich von den zu Rangwapithecus vancouveringi gestellten Funden unterscheide, dass für Rangwapithecus vancouveringi eine eigene Gattungsbezeichnung zweckmäßig sei. Den internationalen Regeln für die Zoologische Nomenklatur folgend, wurde bei dieser Umbenennung und Zuweisung zur neu etablierten Gattung Nyanzapithecus das auf den New Yorker Anthropologen John Van Couvering und dessen Ehefrau Judith Van Couvering verweisende Epitheton vancouveringi beibehalten; John Van Couvering hatte im Jahr 1968 das Typusexemplar KNM-RU 2058 entdeckt. Diese Umbenennung hatte zur Folge, dass Rangwapithecus gordoni seitdem die einzige wissenschaftlich beschriebene Art der Gattung Rangwapithecus ist.

## Weitere Funde
Die Besonderheiten der Zahn-Morphologie von Rangwapithecus gordoni im Vergleich mit anderen Arten des frühen Miozäns wurden aufgrund weiterer Fossilienfunde wiederholt bestätigt; unter anderem wurde im Jahr 2013 der erste als „definitiv weiblich“ beschriebene Unterkiefer der Art beschrieben. Gleichfalls 2013 wurde im Zusammenhang mit einer weiteren Fundbeschreibung bestätigt, dass Rangwapithecus gordoni sich deutlich von den zu Proconsul gestellten Arten unterscheidet, allerdings Ähnlichkeiten mit Nyanzapithecus und Turkanapithecus aufweist. Hervorgehoben wurde ferner, dass die Fossilien von Rangwapithecus gordoni ausschließlich vom Fundort Songhor stammen, woraus abgeleitet wurde, dass sich dieser Ort zu Lebzeiten der Art ökologisch von benachbarten heutigen Fossilienfundstätten unterschieden habe.
Anhand der Beschaffenheit der Zähne wurde argumentiert, die Individuen der Art seien ungefähr 15 Kilogramm schwer gewesen und hätten sich in tropischen Regenwäldern überwiegend von Blättern ernährt. Die Verwandtschaft der Art mit älteren oder jüngeren Arten ist ungeklärt.

## Belege
1. ↑  Peter Andrews: New species of Dryopithecus from Kenya. In: Nature. Band 249, 1974, S. 188–190, doi:10.1038/249188a0.
2. ↑  Terry Harrison: New Fossil Anthropoids From the Middle Miocene of East Africa and Their Bearing on the Origin of the Oreopithecidae. In: American Journal of Physical Anthropology. Band 71, Nr. 3, 1986, S. 265–284, doi:10.1002/ajpa.1330710303, Volltext (PDF).
3. ↑  Susanne Cote, Nasser Malit und Isaiah Nengo: Additional mandibles of Rangwapithecus gordoni, an early Miocene catarrhine from the Tinderet localities of Western Kenya. In: American Journal of Physical Anthropology. Band 153, 2014, S. 341–352, doi:10.1002/ajpa.22433.
4. ↑  Songhor: Geographical Location and Historical Background.
5. ↑  Andrew Hill, Isaiah Nengo und James B. Rossie: A Rangwapithecus gordoni mandible from the early Miocene site of Songhor, Kenya. In: Journal of Human Evolution. Band 65, Nr. 5, 2013, S. 490–500, doi:10.1016/j.jhevol.2013.02.014.
6. ↑  John G. Fleagle: Primate Adaptation and Evolution. Academic Press, 2. Auflage, San Diego 1999, S. 462.